# CSC Champa Football Club
Maillots
Actualités
Le CSC Champa Football Club (en lao : ສະໂມສອນຊີເອັສຊີ ຈຳປາ), plus couramment abrégé en CSC Champa, est un club laotien de football fondé en 2008 et basé dans la ville de Champassak, au sud du Laos. 

## Histoire
Fondé à Champassak en 2008 sous le nom de Champassak FC, le club remporte son premier titre en 2012 en s'imposant lors de la Prime Minister's Cup. Il est choisi par la fédération pour intégrer directement le championnat de première division en 2013. Ses débuts sont couronnés de succès puisque la formation provinciale s'impose à l'issue de la compétition, devant un autre club nouvellement formé, Hoang Anh Attapeu. Il confirme son bon niveau en terminant les saisons suivantes sur le podium, sans jamais parvenir à décrocher de nouveau titre de champion.
Le club est racheté en 2013 par la banque vietnamienne Hanoi Commercial Joint Stock Bank (qui possède également la formation de Đà Nẵng Club) et change de nom, devenant le SHB Champassak, nom qu'elle porte lors de son succès en championnat. À la suite de son déménagement sur Vientiane lors de la saison 2015, le club devient le SHB Vientiane avant de revenir à Champassak et d'être rebaptisé CSC Champa FC.
Le CSC Champa FC joue ses rencontres au Champassak Stadium situé à Champassak.

## Palmarès
| Compétitions nationales                         | Compétitions amicales                            |
| ----------------------------------------------- | ------------------------------------------------ |
| - Championnat du Laos (1) : - Vainqueur : 2013. | - Prime Minister's Cup (1) : - Vainqueur : 2012. |

## Personnalités du club

### Présidents du club
- Đỗ Quang Hiển

### Entraîneurs du club
- Virasith Sounakeovongsa

### Liens
- Championnat du Laos de football
- Fiche du club sur le site soccerway